# 22 (szám)
A 22 (huszonkettő) (római számmal: XXII) a 21 és 23 között található természetes szám.

## A matematikában
A tízes számrendszerbeli 22-es a kettes számrendszerben 10110, a nyolcas számrendszerben 26, a tizenhatos számrendszerben 16 alakban írható fel.
A 22 páros szám, összetett szám, félprím. Kanonikus alakban a 21 · 111 szorzattal, normálalakban a 2,2 · 101 szorzattal írható fel. Négy osztója van a természetes számok halmazán, ezek növekvő sorrendben: 1, 2, 11 és 22.
A 22 két szám, a 20 és a 38 valódiosztóösszeg-függvénye.
A 22 ötszögszám és középpontos hétszögszám. Hatszögalapú piramisszám.
Egy kör 6 egyenes szakasszal való metszésével 22 darabra osztható.
Mivel található olyan 22 egymást követő egész szám, amelynél minden belső számnak van közös prímtényezője akár az első, akár az utolsó taggal, a 22 Erdős–Woods-szám. A legkisebb ilyen tulajdonságú egymást követő számok 3 521 210 és 3 521 232 között találhatók.
A 22 tízes számrendszerben Smith-szám.
Perrin-szám.

## A tudományban
- A periódusos rendszer 22. eleme a titán.

## A számmisztikában
- A 22 az egyik mesterszám, jelentése: Szent rendezettség.

## A művészetekben
- Joseph Heller: A 22-es csapdája (Catch 22)
- 22, Taylor Swift dala
- Mikó Imre: Huszonkét év (1941-ben jelent meg)

## Ezotériában
- A tarot 22 lapból áll.
- A 0 vagy a 22-es lap "A Bolond".